# Constança d'Aragó i d'Hongria
Constança d'Aragó i d'Hongria (1239 - 1275) fou infanta d'Aragó. Segona filla de Jaume I de Catalunya-Aragó i de Violant d'Hongria. El 1256 es casà a Calataiud amb l'infant Manuel de Castella, fill de Ferran III de Castella, i senyor d'Escalona del Alberche, Peñafiel i Villena.

## Orígens familiars
Filla del rei d'Aragó i comte de Barcelona Jaume I el Conqueridor i la seva segona muller, Violant d'Hongria. Era neta per línia paterna de Pere el Catòlic i Maria de Montpeller, i per línia materna d'Andreu II d'Hongria i Violant de Courtenay. Fou germana dels també reis Pere el Gran i Jaume II de Mallorca. També fou germana de Violant d'Aragó, casada amb el rei de Castella Alfons X, germà del seu espòs l'infant Manuel de Castella i d'Elisabet d'Aragó, reina de França pel seu matrimoni amb Felip III, l'Ardit.

## Núpcies i descendents
El rei Jaume, per estrènyer més els lligams amb Navarra, va prometre Constança a Teobald II. En aquests anys la segona filla de Jaume i Violant serà utilitzada constantment, i amb continuats canvis d'estratègia, com a moneda d'aliança política. Poc temps després, Jaume I canviarà d'idea i prometrà Constança a l'infant Enric, germà d'Alfons X com a mesura de pressió al rei de Castella per les contínues desavinences (malgrat sigui el seu gendre), tenint en compte que aquest encara no té fills mascles i l'hereu al tron és el seu germà Enric. Jaume s'assegurava tenir un rei de Castella aliat seu. Amb la intervenció, però de la seva filla Violant es signa la Pau de Sòria (1256) a conseqüència de la qual la infanta Constança ja no seria promesa a l'infant Enric i es casaria ràpidament amb el seu germà, l'infant Manuel, primer Senyor de Villena, celebrat a Calataiud.
Del matrimoni de la infanta Constança d'Aragó amb l'infant Manuel de Castella van néixer:
- Constança Alfonso Manuel, que va morir en la infància.
- Alfons Manuel (1260-1275); hereu de las possessiones del seu pare, va morir quan acompanyava el seu oncle el rei Alfons el Savi a un viatge per Europa. Fou sepultat juntament amb els seus pares al monestir d'Uclés.
- Violant Manuel (1265-1314); va contraure matrimoni el 1287 amb l'infant Alfons de Portugal, fill d'Alfons III de Portugal i de Beatriu de Castella, filla d'Alfons el Savi i la seva primera esposa, Maria Guillén de Guzmán. Fou sepultada en el monestir de Santo Domingo a Lisboa, junt al seu espòs.